# Resolutie 1983 Veiligheidsraad Verenigde Naties
Resolutie 1983 van de Veiligheidsraad van de Verenigde Naties werd op 7 juni 2011 unaniem door de VN-Veiligheidsraad aangenomen. De door Gabon naar voren gebrachte resolutie was het vervolg op de eerste resolutie inzake aids in Afrika uit 2000.
De resolutie vroeg dat in de mandaten van VN-vredesmissies in door hiv/aids getroffen gebieden rekening zou worden gehouden met deze ziekte.

## Inhoud
Dertig jaar na het uitbreken van de hiv-epidemie waren meer dan 60 miljoen mensen besmet, 25 miljoen mensen gestorven en meer dan 16 miljoen kinderen verweesd door aids. De Verenigde Naties hadden zich in 2001 tot doel gesteld voor universele toegang tot preventie en behandeling te zorgen, wat nieuwe inspanningen op alle politieke niveaus's zou vereisen. De verspreiding van hiv kan een verwoestende impact hebben op alle niveaus van een samenleving, en zeker deze in of vlak na conflictsituaties, die de epidemie nog kunnen verergeren door de verplaatsing van vele mensen, onzekerheid, seksueel geweld en verminderde toegang tot verzorging. De Veiligheidsraad erkende ook dat zeker vrouwen en meisjes door hiv getroffen worden. Inspanningen tegen seksueel geweld waren daarom van belang. Ook de bescherming van de bevolking gedurende vredesoperaties kon hierbij helpen.
Internationale actie om de impact van hiv tijdens en na conflicten in te dijken bleef noodzakelijk. Dat vrouwen zwaarder door hiv en aids getroffen worden blijft een obstakel op de weg naar gendergelijkheid. VN-vredesoperaties kunnen in belangrijke mate bijdragen aan het antwoord op hiv en aids en daarom werd de toevoeging van clausules inzake hiv aan mandaten in gevoelige streken verwelkomd. Het was van belang dat het leiderschap van de operaties de preventie en behandeling van hiv steunden, om het stigma en de discriminatie die aan hiv en aids verbonden zijn terug te dringen. Secretaris-generaal Ban Ki-moon werd gevraagd rekening te houden met hiv bij zijn activiteiten inzake het oplossen van conflicten, de internationale vrede en -veiligheid, conflictgebonden seksueel geweld en naoorlogse vredesopbouw.

## Verwante resoluties
- Resolutie 1308 Veiligheidsraad Verenigde Naties (2000)

Lijst ·  1967 ·  1968 ·  1969 ·  1970 ·  1971 ·  1972 ·  1973 ·  1974 ·  1975 ·  1976 ·  1977 ·  1978 ·  1979 ·  1980 ·  1981 ·  1982 ·  1983 ·  1984 ·  1985 ·  1986 ·  1987 ·  1988 ·  1989 ·  1990 ·  1991 ·  1992 ·  1993 ·  1994 ·  1995 ·  1996 ·  1997 ·  1998 ·  1999 ·  2000 ·  2001 ·  2002 ·  2003 ·  2004 ·  2005 ·  2006 ·  2007 ·  2008 ·  2009 ·  2010 ·  2011 ·  2012 ·  2013 ·  2014 ·  2015 ·  2016 ·  2017 ·  2018 ·  2019 ·  2020 ·  2021 ·  2022 ·  2023 ·  2024 ·  2025 ·  2026 ·  2027 ·  2028 ·  2029 ·  2030 ·  2031 ·  2032